# Hyon Chol-hae
Hyon Chol-hae (* 13. August 1934 in Hamgyŏng-pukto, Chōsen, Japanisches Kaiserreich; † 19. Mai 2022 in Pjöngjang) war ein nordkoreanischer Politiker der Partei der Arbeit Koreas (PdAK), Vizemarschall der Koreanischen Volksarmee (KVA), Mitglied des Politbüros des Zentralkomitees (ZK) der PdAK sowie Mitglied der Nationalen Verteidigungskommission. Er fungierte auch zeitgleich als Leiter des Ständigen Büros der Nationalen Verteidigungskommission, einer der stellvertretenden Leiter der Abteilung für Organisationsführung des ZK sowie Deputierter der Obersten Volksversammlung. Als Leiter des Ständigen Büros der Nationalen Verteidigungskommission leitete er das Tagesgeschäft dieser Institution und koordinierte die Besuche Kim Jong-ils bei den Einheiten der Volksarmee. Neben seiner Erfahrungen in politischer Verwaltung und militärischer Logistik gehörte er zu den engen militärischen Beratern von Kim Il-sung und Kim Jong-il. Im April 2012 wurde er Erster Vize-Minister für die Volksstreitkräfte, verlor dieses Amt jedoch im Mai 2013 an Generaloberst Jon Chang-bok.

## Leben

### Aufstieg zum Generalleutnant
Nach dem Besuch der Revolutionären Schule von Mangyŏngdae, einer Eliteschule für die Kinder von verstorbenen Revolutionskämpfern sowie Spitzenpolitikern und hohen Militärangehörigen, diente Hyon Chol-hae während des Koreakrieges als Leibwächter von Kim Il-sung und absolvierte dann ein Studium an der Militärakademie „Nicolae Bălcescu “ in Rumänien. Danach gehörte er wieder zu den Leibwächtern Kim Il-sungs und war nach seiner Beförderung zum Generalmajor 1968 als stellvertretender Leiter für Organisation in der Politischen Hauptabteilung des Ministeriums für die Volksstreitkräfte tätig. In den 1970er Jahren wurde er aus dieser Funktion entlassen und fand später Verwendung als Direktor der Ausbildungsschule für die Offiziere der Rückwärtigen Dienste der Volksarmee.
Nach seiner Beförderung zum Generalleutnant erfolgte 1986 seine Ernennung zum Leiter der Logistischen Hauptabteilung im Ministerium für die Volksstreitkräfte und bekleidete diese Funktion bis 1995. Auf dem 19. Plenum des 6. ZK der PdAK im Dezember 1991 wurde Hyon Chol-hae zunächst zum Kandidaten des ZK gewählt, ehe er auf dem 21. Plenum des 6. ZK im Dezember 1993 zum Mitglied des ZK der PdAK gewählt wurde. Im Juli 1994 gehörte er zu den Mitgliedern des Beisetzungskomitees anlässlich des Staatsbegräbnisses für Kim Il-sung.

### Mitglied des Politbüro und Erster Vize-Verteidigungsminister
Nach seiner Beförderung zum General 1995 wurde Hyon Chol-hae zum stellvertretenden Leiter der Politischen Hauptabteilung des Ministeriums für die Volksstreitkräfte ernannt. 1998 wurde er zudem erstmals zum Deputierten der Obersten Volksversammlung gewählt und sowohl 2003 als auch 2009 in die 12. Oberste Volksversammlung wiedergewählt. In der Obersten Volksversammlung war er Mitglied des Qualifikations- und Vollmachtenprüfungsausschusses.
2007 wurde General Hyon zum Direktor des Ständigen Büros der Nationalen Verteidigungskommission ernannt. Zusammen mit dem Minister für Volkssicherheit General Ri Myong-su, mit dem er regelmäßig an den Reisen Kim Jong-ils teilnahm, gehörte er zu den zentralen Persönlichkeiten innerhalb der Militärführung Kim Jong-ils. Gemeinsam mit General Ri nahm er auch an den öffentlichen Auftritten Kim Jong-ils vor, während und nach dessen Schlaganfall im August 2008 teil. Ferner begleitete er Kim auch bei dessen Staatsbesuch in der Volksrepublik China im Mai 2010.
Im April 2012 wurde Hyon Chol-hae zum Vizemarschall befördert und zum Ersten Vize-Minister für die Volksstreitkräfte ernannt. Ferner wurde er Mitglied des Politbüro des ZK sowie Mitglied des Zentralen Militärkomitees.
In der Übergangszeit nach dem Tod Kim Jong-ils und dem Machtantritt von Kim Jong-un wurde spekuliert, dass es zu einem Machtkampf zwischen ihm und Chang Sung-taek, der mit der jüngeren Schwester Kim Jong-ils Kim Kyŏng-hŭi verheiratet und Vize-Vorsitzender der Nationalen Verteidigungskommission ist, kam. Anders als Chang, der schon aufgrund seiner familiären Beziehungen über erheblichen Einfluss verfügt, oder den Leiter der Operationsabteilung des Generalstabes, General Kim Myong-guk, der ein politisches Netzwerk aufbaute, beruhte Hyons Machtstellung lediglich auf seiner Vertrautheit mit Kim Il-sung und Kim Jong-il. Tatsächlich wurde er bereits am 16. Mai 2013 als Erster Vize-Minister für die Volksstreitkräfte durch Generaloberst Jon Chang-bok abgelöst. Vier Tage zuvor war schon Verteidigungsminister Kim Kyok-sik durch Jang Jong-nam ersetzt worden.
Er starb am 19. Mai 2022 im Alter von 87 Jahren an Multiorganversagen.